# Betty Stöve
Betty Stöve (Róterdam, 24 de junio de 1945) es una extenista neerlandesa. Amateur durante los años 1960, jugó profesionalmente hasta 1985.
Era especialista en dobles y ganó seis torneos del Grand Slam en los años 1970, de los cuales tres fueron en 1972 (Roland Garros, Wimbledon y US Open), consiguiendo así el petit Chelem. 
En individual, consiguió alcanzar la final de Wimbledon en 1977, perdiendo ante la británica Virginia Wade.